# Äio

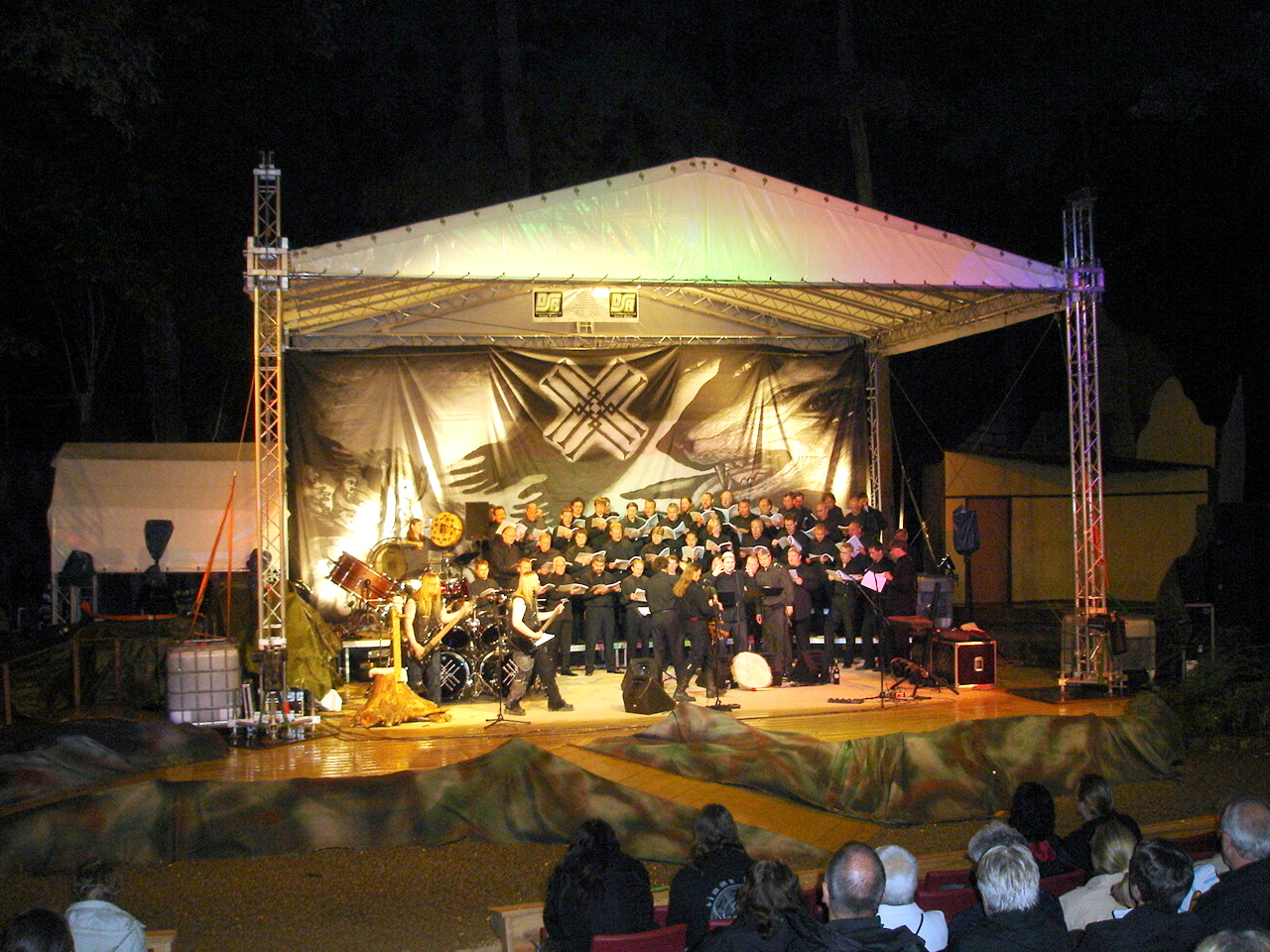
Metsatöll med Nationella manskören, Eesti Rahvusmeeskoor

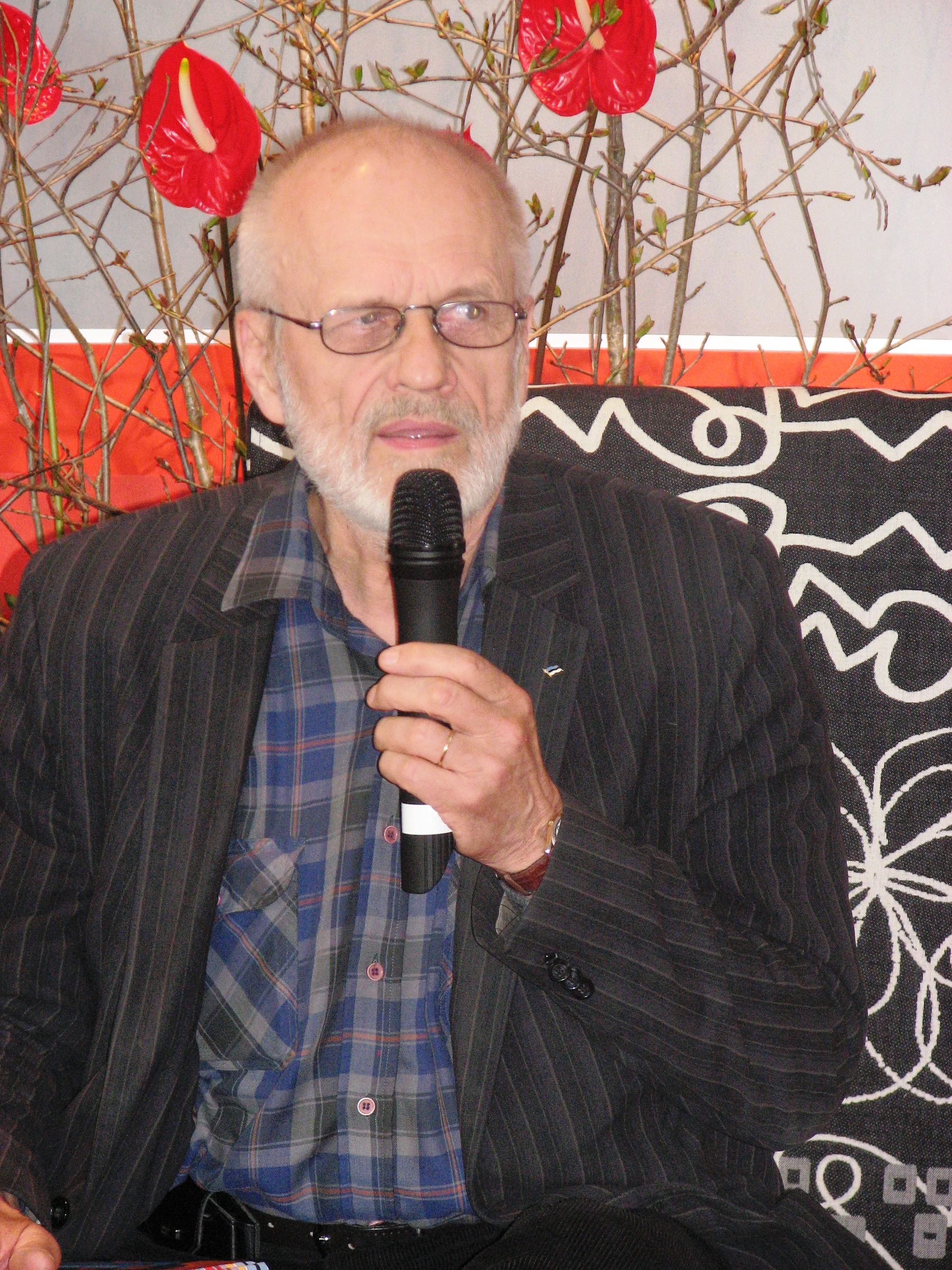
Jüri Arrak, vars målning "A Figure with a Figure" utgör albumets omslagsbild

Äio är det fjärde studioalbumet av det estniska folk metal-bandet Metsatöll. Det gavs ut 3 mars 2010 av Spinefarm och även som dubbel-LP på vinyl i Finland av Svart Records. Låten "Vaid Vaprust" ("Only Bravery") släpptes dessförinnan som singel och det gjordes även en musikvideo till den. Utöver de instrumenten som vanligen återfinns i metalalbum såsom elgitarr, elbas och trumset används även traditionella estniska instrument som säckpipa, flöjt, cittra och mungiga. Estlands nationella manskör gästar albumet i körpartierna.
All musik och text är skriven, arrangerad och producerad av Metsatöll. Albumet spelades in i juli-september 2009 i Finnvox Studios, Helsingfors (trummorna), i Sinusoid studios, Tallinn (gitarrer, bas och sång) och i Forwards StudioS, Tartu (folkmusikinstrumenten). Översättning av titlar och texter på albumet gjordes av den tidigare bandmedlemmen och trummisen Silver "Factor" Rattasepp.
Verket på omslagsbilden är konstnären Jüri Arraks oljemålning "A Figure with a Figure" från 1999.
Albumet gav Metsatöll utmärkelsen Årets metallalbum på galan Eesti Muusikaauhinnad (Estonian Music Awards) 2011 och bandet var även nominerat till Årets artist. Metsatöll var också ett av banden som uppträdde på galan det året.

## Musiker

### Bandmedlemmar
- Markus "Rabapagan" Teeäär – sång, rytmgitarr
- Lauri "Varulven" Õunapuu – gitarr, sång, säckpipa, flöjt, cittra, mungiga och andra folkmusikinstrument
- Raivo "KuriRaivo" Piirsalu – bas, kontrabas, bakgrundssång
- Marko Atso – trummor, percussion, bakgrundssång

### Gästmusiker
- Estlands nationella manskör, bestående av  Mati Valdaru, Jaan Krivel, Lembit Tolga, Arvo Aun, Erkki Targo, Olev Koit, Rene Keldo, Margus Vaht, Meelis Hainsoo, Mait Männik, Peeter Hillep, Olari Viikholm, Andres Alamaa, Rasmus Erismaa, Geir Luht och Aare Kruusimäe.

### Övrig medverkan
- Kristjan "Luix" Luiga - design
- Mika Jussila - mastering
- Kristjan Lepp - fotografi
- Lauri Liivak - inspelning
- Mikko Karmila - inspelning (trummor), mixning
- Kristo Kotkas - inspelning
- Jüri Arrak - omslagsbild

## Låtlista
Estniska titlar
1. Ema hääl kutsub (2:11)
2. Kui rebeneb taevas (4:30)
3. Tuletalgud (4:06)
4. Vaid vaprust (3:44)
5. Äio (3:19)
6. Vihatõbine (5:29)
7. Kuni pole kodus, olen kaugel teel (2:34)
8. Vägi ja võim (5:23)
9. Minu kodu (5:34)
10. Nüüd tulge, mu kaimud (3:25)
11. Roju (4:18)
12. Kabelimatsid (4:31)
13. Verijää (6:23)
14. Jõud (4:49)

Översättning av låttitlarna till engelska, av Silver Rattasepp
1. Mother’s Voice Is Calling
2. As The Sky Bursts Asunder
3. Feast Of Fire
4. Only Bravery
5. Äio
6. Rage-tainted
7. Until I Arrive At Home, I’m On A Distant Road
8. Of Power And Might
9. My Home
10. Come Now My Kindred
11. Old Buffoon
12. Chapel Boors
13. Blood-ice
14. Might